# Patrick Zabé
Pour les articles homonymes, voir Rusk.
Patrick Zabé (de son vrai nom Jean-Marie Rusk), né le 12 décembre 1941 à Québec, est un chanteur qui fut très populaire dans les années 1960 et 1970 ainsi qu'un homme d'affaires au Québec (Canada).

## Biographie
C'est le producteur Guy Cloutier qui le prend en charge à partir de 1966 et qui lui propose de changer son nom pour un nom d'artiste. On lui doit des succès tels que C'est bon pour le moral (reprise du succès de La Compagnie Créole), Agadou (hymne estival du Club Med), Señor météo, Day-O (reprise de Harry Belafonte) et Je bois de l’eau dans mon lit d’eau de la parolière Jocelyne Berthiaume. 
Il est le père de Kim Rusk qui participa à la 3e édition de Loft Story, une émission de télé-réalité diffusée au Québec sur les ondes de TQS.

## Discographie

### Album avec Bob Rusk
- 1963 : Bravo Bob Rusk

### Album solo sortis sous Jean Rusk
- 1964 : Jean Rusk Chante Pour Vous

### Albums  solo sortis sous Patrick Zabé
- 1967 : Les Lunettes
- 1969 : Ob-la-di, ob-la-da
- 1975 : Agadou Dou Dou
- 1976 : Patrick Zabé
- 1976 : Zabé Disco
- 1989 : Zabé, Zabé, Zabé[3]
- 1991 : Les Z’îles À Zabé, Ça M’Exique
- 2004 : Mambo, Tango... Et Providence
- 2016 : Pour Toi

### Album  en duo avecJohnny Farago
- 1971 : F-Z

### Compilations
- 1976 : 21 Disques D’Or
- 1979 : Zabé En Folie
- 2000 : Agadou Dou Dou
- 2013 : Top 25 Vol. 1
- 2013 : Top 25 Vol. 2

### En Spectacle
- 1971 : Patrick Zabé En Spectacle